# Luis Olaso
Luis Olaso Anabitarte (1900-1981) fue un futbolista internacional español de la década de 1920 y 1930. Jugó en el Atlético de Madrid y el Real Madrid a lo largo de su carrera.

## Biografía
Luis Olaso nació en la localidad vasca de Villabona en 1900. En su juventud se trasladó a Madrid para cursar estudios de medicina y acabó asentándose para el resto de su vida en esta ciudad, donde desarrolló toda su carrera futbolística y su carrera laboral posterior como odontólogo, especialidad médica que acabó cursando finalmente.
Gran aficionado al fútbol logra encontrar equipo en la capital de España para practicar este deporte mientras cursa sus estudios de medicina. Su paisano Tuduri, le hizo un hueco en el Athletic Club de Madrid (nombre que tenía el Atlético de Madrid por aquel entonces) en 1919. Este equipo había sido originalmente el de la colonia vasca de la ciudad y en aquella época seguía contando con una nutrida presencia de jugadores vascos en su plantilla. El carácter ambidiestro de Olaso le abrió un hueco en el equipo y rápidamente se convirtió en el extremo izquierdo titular del equipo rojiblanco y en una de sus figuras. Olaso era un extremo de gran facilidad de llegada al gol y con un juego vistoso y alegre.

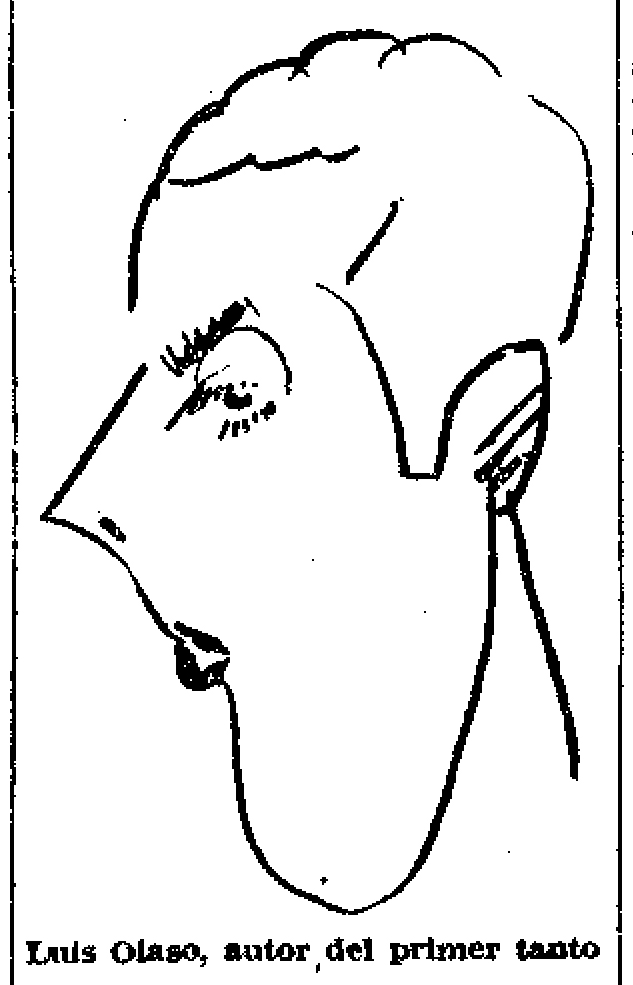
Caricaturizado por Bagaría en El Sol (1928)

En el Athletic de Madrid jugó durante diez años convirtiéndose en una de las grandes estrellas del club y en su capitán. Durante varios años coincidió en el Athletic con su hermano Alfonso que jugaba como defensa. Con el Athletic Luis ganó 3 campeonatos regionales (1921, 1925 y 1928), los primeros de la historia del club y alcanzó 2 finales de la Copa del Rey, las de 1921 y 1926, que su club perdió frente al Athletic Club y el FC Barcelona respectivamente. En 1929 jugó con su equipo la primera temporada de la Liga española de fútbol. Formó parte del 11 debutante del Athletic en la competición de Liga. Se puede decir que Luis Olaso fue uno de los jugadores que contribuyeron en la década de 1920 a convertir al Athletic de Madrid en un equipo de importancia de la capital.
Sin embargo, tras finalizar esa temporada de 1929 Luis Olaso dejó el Athletic de Madrid y se marchó a su gran rival local, el Real Madrid. La marcha de Olaso fue motivada, según declaraciones propias, al enfrentamiento que mantuvo con la directiva del club, tras serle retirado el grado de capitán del equipo, hecho que fue considerado por Olaso como un menosprecio. 
En el Real Madrid Olaso jugó 82 partidos oficiales y marcó 20 goles durante 4 temporadas, hasta su retirada en 1933. Con los madridistas ganó otros 4 títulos regionales y 2 títulos de Liga (1932-32 y 1932-33). Luis Olaso se abrió un hueco en la historia del Real Madrid como integrante de la plantilla que obtuvo los primeros 2 títulos de Liga de la historia de este club; y también como la primera gran figura robada por los madridistas al rival local.

### Pelota vasca
Luis Olaso fue también un reseñable pelotari en la modalidad de pala. Tras su retirada del fútbol participó en campeonatos de España de pala en la modalidad de aficionados, siendo subcampeón de España de esta categoría en las ediciones de 1933, 1942 y 1943. Participó también en labores federativas dentro de la Federación Española de Pelota y fue presidente de dicha federación entre 1943 y 1946.

## Selección nacional
Fue internacional con la selección de fútbol de España en cuatro ocasiones y marcó un gol.
Su debut se produjo el 18 de diciembre de 1921 en un amistoso disputado frente a Portugal en Madrid. Debutó junto con sus compañeros de equipo Miguel Durán,Pololo y Desiderio Fajardo, convirtiéndose en los 3 primeros internacionales de la historia del Atlético de Madrid. Volvió a disputar otros 3 partidos amistosos en 1927, coincidiendo en uno de ellos sobre el terreno de juego con su hermano Alfonso Olaso.

## Clubes
| Club                    | País   | Año       |
| ----------------------- | ------ | --------- |
| Athletic Club de Madrid | España | 1919-1929 |
| Real Madrid             | España | 1929-1933 |

## Palmarés

### Campeonatos regionales
| Título                                        | Club               | País   | Año  |
| --------------------------------------------- | ------------------ | ------ | ---- |
| Campeonato Regional Centro                    | Athletic de Madrid | España | 1921 |
| Campeonato Regional Centro                    | Athletic de Madrid | España | 1925 |
| Campeonato Regional Centro                    | Athletic de Madrid | España | 1928 |
| Campeonato Regional Centro                    | Real Madrid FC     | España | 1929 |
| Campeonato Regional Centro                    | Real Madrid FC     | España | 1930 |
| Campeonato Regional Mancomunado Centro-Aragón | Madrid FC          | España | 1931 |
| Campeonato Regional Mancomunado Centro-Sur    | Madrid FC          | España | 1932 |

### Campeonatos nacionales
| Título                   | Club      | País   | Año  |
| ------------------------ | --------- | ------ | ---- |
| Liga de Primera División | Madrid FC | España | 1932 |
| Liga de Primera División | Madrid FC | España | 1933 |